# Pterostichus middendorffi
Pterostichus middendorffi är en skalbaggsart som först beskrevs av J. Sahlberg 1875.  Pterostichus middendorffi ingår i släktet Pterostichus, och familjen jordlöpare. Arten har ej påträffats i Sverige.